# Masashi Kokubun
Masashi Kokubun (japanisch 國分 将 Kokubun Masashi; * 14. Mai 1995 in Hokkaido) ist ein japanischer Fußballspieler.

## Karriere
Kokubun erlernte das Fußballspielen in der Jugendmannschaft von Consadole Sapporo und der Universitätsmannschaft der Kinki-Universität. Seinen ersten Vertrag unterschrieb er 2018 bei Vanraure Hachinohe. Der Verein aus Hachinohe spielte in der vierten japanischen Liga, der Japan Football League. Am Ende der Saison 2018 stieg man als Tabellendritter in die dritte Liga auf. Für Vanraure stand er 64-mal in der dritten Liga auf dem Spielfeld. Im Januar 2021 nahm ihn der Zweitligaaufsteiger Blaublitz Akita unter Vertrag. Bei dem Verein aus Akita stand er eine Saison unter Vertrag. Für Blaublitz bestritt er fünf Zweitligaspiele. Im Januar 2022 nahm ihn sein ehemaliger Verein Vanraure Hachinohe wieder unter Vertrag.